# دهستان لات لیل

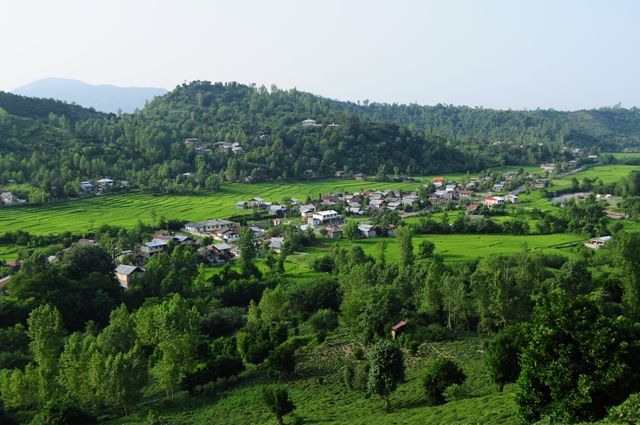

لات لیل نام دهستانی در بخش اتاقور شهرستان لنگرود، استان گیلان در ایران می‌باشد. این روستا بزرگ‌ترین روستای شهرستان لنگرود می‌باشد.

## دربارهٔ لات لیل
اکثر روستاهای این دهستان در مجاورت رودخانهٔ الله‌رود (شلمان‌رود) واقع شده‌اند. مرکز این دهستان، روستای لات لیل با جمعیت بالغ بر ۱۸۴۳ نفر می‌باشد که در فاصلهٔ تقریبی ۵ کیلومتری جنوب غربی شهر املش و ۵ کیلومتری جنوب غربی شهر املش واقع شده است.
از جمله روستاهای مهم این دهستان، روستاهای لات لیل، کهلستان، میانگوابر، علی‌آبادسرا، تازه‌آباد، آبدنگسر، سیامنسه (بالا و پایین)، بلوردکان، حسین‌آباد، چلیکی، کهلچال، پیدیشیم، لیاشوسرا، گنجعلی سرا، محمدحسن سرا، آتش سرا، زرگوش، سنگ‌تاش، سرلیل، آغوزچال، شصتن‌رود، گرسک، لاتک، خاله‌سر، چالدشت و… می‌باشند.
این دهستان با تجمیع چندین روستا از جمله برخی روستاهای حوزهٔ املش (روستاهای قسمت شرقی رودخانه لله رود) در سال ۱۳۶۶ با نام دهستان لات لیل در بخش کومله شهرستان لنگرود به رسمیت شناخته شد. این در حالی است که با تأسیس بخش اطاقور، این دهستان در حال حاضر زیرمجموعه‌ای از بخش اطاقور محسوب می‌گردد.
شغل اکثر افراد این منطقه کشاورزی و دامداری می‌باشد و بیشتر کارهای روزمرهٔ خود را در شهر مجاور یعنی املش انجام می‌دهند و احتیاجات خود را برطرف می‌سازند، به‌طوری که تاکنون اهالی منطقه چندین بار از مسئولین مربوطه درخواست الحاق این منطقه به شهر املش را داشته‌اند.
با توجه به اسناد تاریخی، لات لیل از قدیم الایام منطقه‌ای مهم در شرق گیلان و به خصوص حوزه املش به‌شمار می‌رفته، به طوری که مسیر (املش - کهلستان - لات لیل - بلوردکان - هلودشت - خصیل دشت - امام-اسماعیل‌آباد - قزوین) یکی از مسیرهای بسیار قدیمی برای رسیدن به قزوین بوده است که پل خشتی و کاروانسرای بلوردکان گواهی بر این مدعا هستند. این مسیر اکنون نیز به علت جاذبه‌های فراوان از جمله باغات چای و جنگل و رودخانه و در نهایت مناطق ییلاقی خوش آب و هوا، مسافران زیادی را در ایام تعطیلات از نقاط مختلف گیلان به سمت خود سوق می‌دهد.

## جمعیت
براساس سرشماری مرکز آمار ایران در سال ۱۳۸۵، جمعیت آن ۵۴۱۳ نفر ( ۱۴۵۶ خانوار) بوده‌است.

## مکانهای دیدنی
- پارک جنگلی و پل خشتی بلوردکان
- مسیر ییلاقی بلوردکان - هلودشت - خصیل دشت
- غار و آبشار لیارود
- آبشار محمدحسن سرا
- بقعه لیلاسرا
- مسیر کوهی بقعه ام لیلا
- گرسک بالا دبینه
- بقعه شصتن رود
- چلیکی
- رودخانه لات لیل
- روستای تاشکله
- روستای حسین‌آباد و سیاه منسه و…